# Théâtre de Silésie
Le Théâtre de Silésie (en polonais : Teatr Śląski), dédié à l'artiste polonais Stanisław Wyspiański, est le plus grand théâtre de Silésie. Il est situé sur la place du marché à Katowice, en Pologne.
Il a été construit sous le nom de « Théâtre allemand » dans les années 1905-1907, d'après les plans de l'architecte de théâtre allemand Carl Moritz (en). Dans l'entre-deux-guerres, de 1922 à 1939, il était connu sous le nom de « Théâtre polonais ».

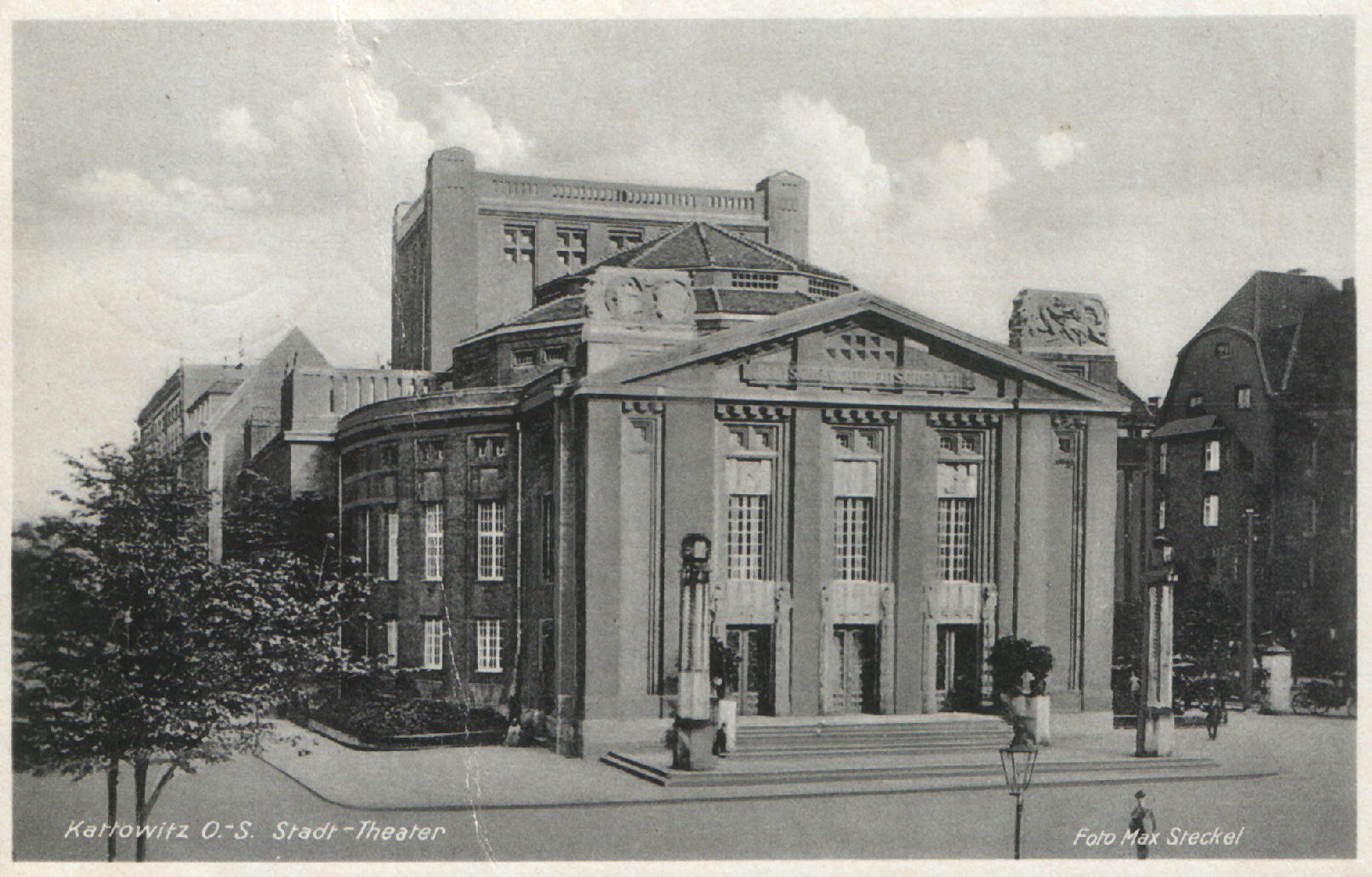
Le Théâtre de Silésie avant la Seconde Guerre mondiale.
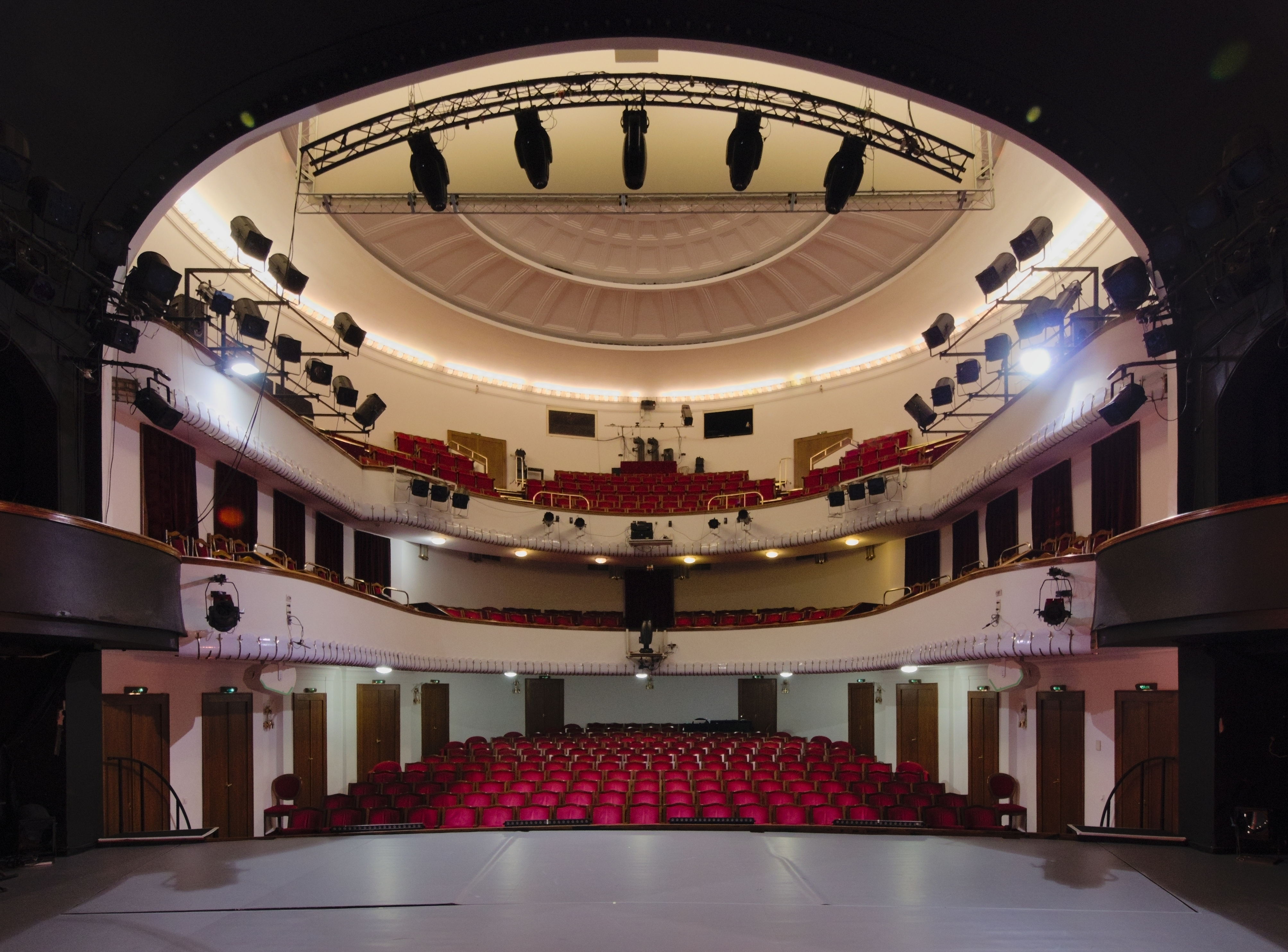
L'auditorium en 2022.
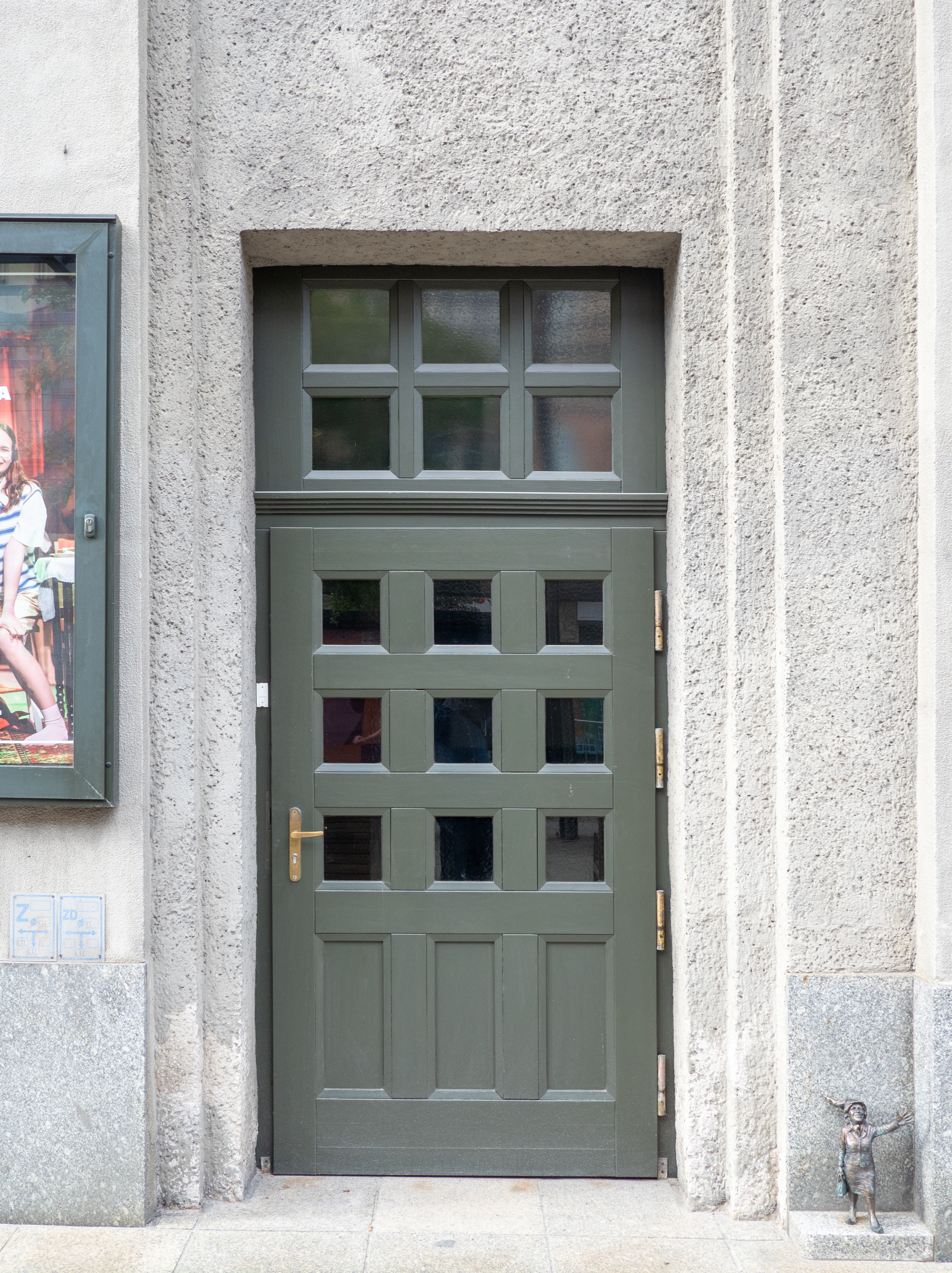
Une des portes du théâtre sur la rue Warszawska, avec une petite statue de Krystyna Bochenek.